# Pirol
Pirol (latin: Oriolus oriolus) er en 24 centimeter stor spurvefugl, der yngler i store dele af Europa og det vestlige Asien, og overvintrer i Afrika. Den er meget sjælden i Danmark. De danske og latinske navne er begge en efterligning af dens kraftige og fløjtende sang.

## Udseende
Voksne hanpiroler er iøjnefaldende gule med sort på vingerne og halen, mens næbbet er rødt. Hunner og ungfugle er grøngule på oversiden og gulhvide på undersiden med mørke striber. Den vejer omkring 66 gram og måler 24 cm, dvs lidt mindre end en solsort.

## Ynglefugl i Danmark
Pirol yngler sjældent i Danmark i kystnære skove fra maj til juli. Den er regnet som kritisk truet på den danske rødliste 2019, og i 2018 var der kun omkring 10 kendte ynglepar. Arten kom først til Danmark fra Tyskland i midten af 1800-tallet, og opnåede i første del af 1970'erne en bestand på 200-400 ynglepar, hvorefter den begyndte at falde. En lignende udvikling har man set for en række andre fugle i Danmark (f.eks. pungmejse, karmindompap, drosselrørsanger og høgesanger), der foretrækker varme somre men med begrænset regn, og har deres hovedudbredelsen sydøst for Danmark.

## Føde
Piroler lever af insekter om sommeren, men bær og frugter om vinteren.